# Moroe
Moroe är en ort i republiken Irland.   Den ligger i grevskapet County Limerick och provinsen Munster, i den centrala delen av landet, 160 km sydväst om huvudstaden Dublin. Moroe ligger 85 meter över havet och antalet invånare är 1 271.
Terrängen runt Moroe är platt åt sydväst, men åt nordost är den kuperad. Runt Moroe är det ganska glesbefolkat, med 28 invånare per kvadratkilometer. Närmaste större samhälle är Limerick, 15,4 km väster om Moroe. Trakten runt Moroe består i huvudsak av gräsmarker.